# 英式吉他
英式吉他（英語：English guitar，又称Citra、Guittar ）是一种弦乐器，流行于1750年至1850年左右的欧洲，今多藏於博物館內。
英式吉他在挪威被称作Guitarre，在法国则称Cistre或Guitarre allemande（意為德国吉他）。该乐器通常具有梨形的琴身、平坦的底座和较短的琴颈。它与葡萄牙吉他和德国瓦尔德齐特琴也有一定的联系。
早期的英式吉他配有类似于小提琴或鲁特琴的调音栓，许多博物馆中的英式吉他还配备了普雷斯顿调音器，这一创新似乎与吉他的演变紧密相关。1760年代，伦敦的普雷斯顿发明了键调音，这一技术相比原有的栓调音更加适合吉他使用短金属弦。同一时期，柏林制造的吉他普遍采用了后来被西班牙吉他采纳的蜗轮调音装置。
英式吉他的流行反映了当时上层社会对易于演奏乐器的渴望。根据伯尼在《吉他》一书中的描述，吉他在1765年左右已经在各阶层中广泛流行，几乎导致了大键琴制造商的衰退。然而，吉他制造商雅各布·柯克曼透过向女帽店女工和街头民谣歌手赠送廉价吉他，帮助扭转了这一局面。柯克曼的做法羞辱了当时的上层贵妇，迫使她们重新拾起大键琴。

## 键控英式吉他
对于那些难以掌握传统吉他弹奏方法的人，键控英式吉他提供了另一种选择。1770年，一位名叫史密斯的发明家发明了一种类似钢琴的六键琴键盒。当按下键盘时，皮革包裹的琴槌会敲击琴弦。1783年，伦敦的克里斯蒂安·克劳斯发明了一种更为复杂的“键控吉他”。其机械装置位于音箱内部，而非悬挂在琴弦上方；琴槌通过音孔向上敲击琴弦。1787年，朗曼和布罗德里普将这种乐器称为「鋼琴吉他」（piano forte guitar）。

## 调音
英式吉他通常有十根弦，并采用重复的开放C调调音。其调音方式为：
CE GG cc ee gg

用亥姆霍兹符号表示。英式吉他调音可能对俄罗斯吉他的发展和调音产生了影响，后者通常有七根弦，并调成开放G三度（G–B、B–D、g–b 和 b–d），另外两根弦调成四度（D–G和D–g）。

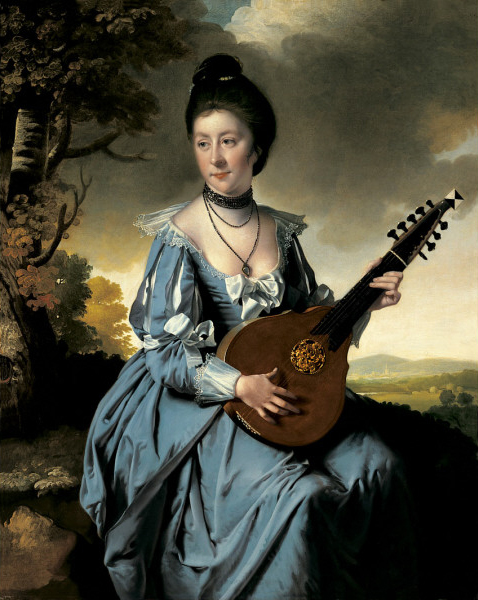
彈奏英式吉他的罗伯特·格威利姆夫人，由Joseph Wright of Derby（英语：Joseph Wright of Derby）於1766年在英國所繪。
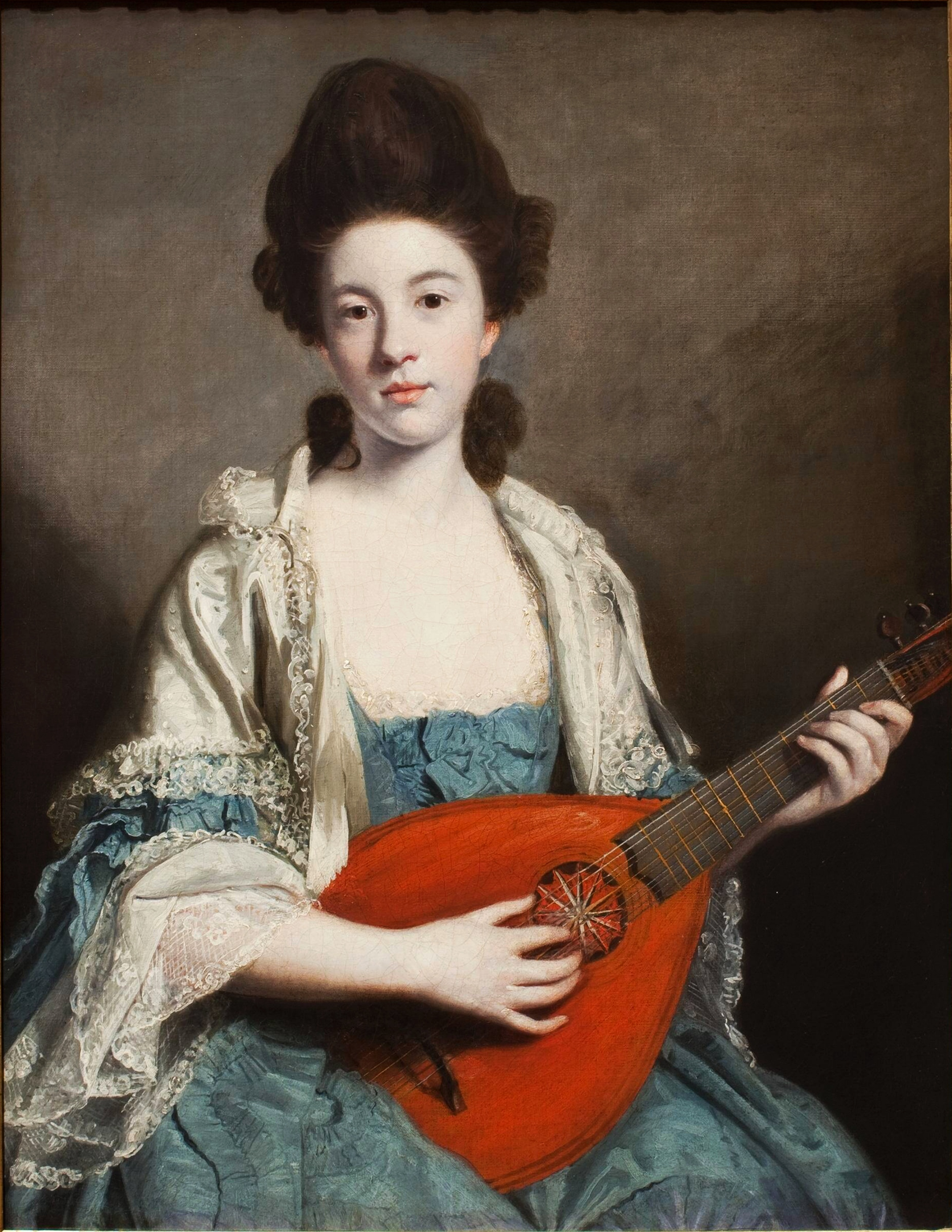
1762 年，英国。约书亚·雷诺兹爵士所作的画作，描绘了弗劳德夫人弹奏英国吉他或西特琴的场景。